# 大宮龍男
大宮 龍男（おおみや たつお、1954年6月19日 - ）は、愛知県岡崎市出身の元プロ野球選手（捕手）・コーチ、解説者・評論家。愛称は「東海の龍」「大宮親分」。

## 経歴

### プロ入り前
享栄高等学校では2年次の1971年から正捕手となり、同年の夏の甲子園県予選では決勝に進出。後に大学でバッテリーを組むエース・水谷啓昭を擁する東邦高に惜敗し、甲子園出場を逸する。3年次の1972年夏の県予選でも準々決勝に進出するが、2年生平野謙擁する公立の犬山高に敗れる。
高校卒業後は1973年に駒澤大学へ進学する。山本泰之・水谷・森繁和らとバッテリーを組み、東都大学野球リーグでは在学中に5度の優勝を経験。3年次の1975年は外野手としても出場し、4年中畑清らと共に春秋連続制覇を果たすと、秋季には最高殊勲選手に選出される。同年の大学選手権でも決勝で斉藤明雄擁する大商大を破って優勝。秋の第6回明治神宮野球大会では準決勝で2年江川卓や3年船木千代美（のち熊谷組 - TDK）投手らを擁する法大を1-0で破り、決勝でエース丸山清光（のち朝日新聞）擁する明大に敗退。1学年上の捕手だった小川良一が卒業後は再び捕手に専念。4年次の1976年春季でも優勝し、2連覇をかけて挑んだ大学選手権では準決勝で大商大に敗退するが、同年の第5回日米大学野球選手権大会日本代表に選出された。第7回明治神宮野球大会では準決勝で法大に敗退。
捕手として3度、外野手としても1度ベストナインを受賞し、リーグ通算88試合出場、283打数70安打、打率.247、7本塁打、37打点を記録。森以外の駒大の同期に山川猛・武智勇治、3学年先輩に栗橋茂・木下富雄、1学年先輩に中畑・二宮至・平田薫、2学年後輩に石毛宏典らがいた。

### 現役時代

#### 日本ハムファイターズ時代
1976年のドラフト4位で日本ハムファイターズに入団。この年のドラフト会議では指名した選手からことごとく入団拒否され、入団したのは大宮の他には6位で指名した下田充利だけであった。
1980年7月29日の南海戦（大阪）では指名打者で出場してサイクル安打を達成したが、この試合での本塁打と三塁打はいずれも自身のシーズン唯一のものであった。
脚が速く、フライを追ってベンチに飛び込んでいく闘志を持ち、1981年は加藤俊夫が故障で衰えを見せ始めると、6月には大沢啓二監督が正捕手に抜擢すると共に、広島から移籍してきた江夏豊を教育係に指名。大宮は江夏がサインに首を振らなくなったことを喜ぶと、江夏は「甘い。まだアイツのために“ほうってやってる”。本当の捕手なら首を振ってるよ」と言った。江夏のアドバイスは打撃にも及び、打撃不振に苦しみ、ベンチ裏で素振りをしていると「バックスイングが大き過ぎる」と助言。次の打席から快音を連発するようになったという。配球を徹底的に鍛えられたことによってリード面でも成長を見せ、大宮は「捕手はリードが仕事の7、8割を占める」と考え、ストレートを右打者には懐へ、左打者には膝元へと果敢に要求するなど、気の強さはダイレクトにリードへと反映された。戦国武将の知恵をリードの参考にしたこともある一方、血液型による性格診断を参考に、江夏らA型には相手を信頼するリード、木田勇らAB型には具体的なリードと、投手の血液型によってリードを切り替える一面もあった。大宮に引っ張られた投手陣は岡部憲章が最優秀防御率を獲得し、間柴茂有が15勝0敗で勝率10割を記録、恩師・江夏もセーブ王を獲得した。大宮自身も初めて100試合以上に出場し、19年ぶりのリーグ優勝に貢献したほか、初めて規定打席に達する（33位、打率.249）。同年の巨人との日本シリーズでは敗退したものの、20打数7安打の好記録を残す。
1982年は加藤が大洋に移籍したため、田村藤夫とレギュラーを争いつつ出場。5月末に死球による左頬骨骨折で一時は戦線を離脱するが、6月末には復帰。前期は西武に優勝を許すが、後期は開幕戦である7月2日の近鉄戦（後楽園）にて村田辰美から2本塁打を放つ活躍で江夏の通算200勝をアシスト。自身の好調な打撃とリードも相まってチームを引っ張り、2年連続後期優勝に貢献。打率は.258ながら得点圏では.301、満塁時には.667を記録。プレーオフでは西武に敗れたが、ダイヤモンドグラブ賞を受賞。
オールスターゲームにも3度選出されるなど正捕手として活躍していたが、1986年からは田村の台頭で出番が減少。
1984年8月22日の西武戦（後楽園）ではスティーブ・オンティベロスと殴り合いを演じ、スティーブと共に退場処分を受けた。1982年7月13日の西武戦（後楽園）でもスティーブが大宮に掴み掛るという騒ぎを起こしており、この時はスティーブのみが退場処分となった。

#### 中日ドラゴンズ時代
1988年に大島康徳・曽田康二との交換トレードで田中富生と共に中日ドラゴンズへ移籍すると、中村武志の2番手捕手として起用される。9月20日の巨人戦（ナゴヤ）で斎藤雅樹からサヨナラ本塁打を放つなど活躍し、出場試合は少ないものの強気なリードで投手陣を引っ張り、6年ぶりのリーグ優勝に貢献した。

#### 西武ライオンズ時代
1990年には広橋公寿・小川宗直との交換トレードで宮下昌己と共に西武ライオンズへ移籍。
移籍1年目のキャンプやオープン戦では不振に苦しむ工藤公康に付きっきりで、その再生に腐心。
3月15日の中日とのオープン戦（ナゴヤ）で、鹿取義隆から受けた死球に激怒し、マウンドの鹿取に向かってバットを投げつけたベニー・ディステファーノを制止しようと割って入ったが、ディステファーノは大宮の顔面を拳で何発も殴打し、オープン戦では珍しい大乱闘に発展した。ディステファーノは退場処分を受けたが、オープン戦において審判への暴言等での退場前例はあるものの、暴力行為による退場処分はこの試合が初で現在のところ唯一となっている。
後に大宮は2017年11月26日に放送された『中居正広のプロ野球珍プレー好プレー大賞2017』で、「ディステファーノに僕が英語で『STOP!』って言ったんです。そしたらこういうことになっちゃったんです」と話している。さらに大宮は、前の年まで中日にいたため、「反撃しようにも相手は去年までは仲間だったので、行くに行けなかったんです。しかも乱闘が終わったら中日の選手たちはみんな笑っていて。（当時中日の）監督だった星野さんも笑ってました」という裏話も語っていた。
森祇晶監督がその強気な性格と闘争心を買い、若い2年目の石井丈裕や5年目22歳の岡田展和が先発する試合では、スタメンで起用。石井は大宮に引っ張られて、6月が終わるまでに4勝1敗を挙げ、自信をつけた。長年の「ライバル不在」で安泰の地位を確保し、無意識のうちに安穏とした心境になっていた正捕手の伊東勤に大きな緊張感と危機感を与えた。森は投手陣が大量失点すると、容赦なく伊東をベンチに下げ、大宮に交代した。
5月27日の近鉄戦（藤井寺）では、プロ入り後まだ未勝利、かつ前年は右肩痛で1年を棒に振り、同年初登板となる岡田をリード。5試合連続2桁奪三振の日本新記録を賭けて新人・野茂英雄と投げ合ったが、ローテーションの谷間となった岡田のプロ初完封初勝利をアシスト。ライオンズは野茂から6点を奪ってKO、野茂の新記録を阻止した。試合後に岡田は「これが最後のチャンスだと思って、大宮さんのミットだけをめがけて投げました」と相好を崩し、同年、岡田は大宮とのコンビでローテーションの谷間で花を咲かせ、前半戦だけで3勝0敗であった。
1992年限りで現役を引退。

### 引退後
引退後は西武で一軍バッテリーコーチ（1993年 - 1994年）→編成担当（1995年）を務め、コーチ時代にリーグ5連覇に貢献したほか、駒大の後輩である竹下潤が不甲斐ないピッチングでKOされた際には、大学時代にバッテリーを組んでいた投手コーチの森とステレオで怒鳴りつけた。
退団後は古巣・日本ハムに復帰し、二軍バッテリー兼打撃コーチ補佐（1996年）→二軍打撃コーチ（1997年）→一軍打撃コーチ（1998年 - 1999年）→フロント（2000年 - 2005年）を歴任。
日本ハム退団後の2006年より東京中日スポーツ評論家、2007年より北海道放送解説者・北海道新聞評論家も務めている。
2007年からは解説・評論活動の傍ら、沖縄県内で4ヶ所のホテルを展開しているリゾートホテルチェーン「かりゆしインターナショナル」アドバイザー、企業と企業の間に入ってマッチングする仕事もしている。
「かりゆしインターナショナル」の社長とは同い年であり、日本ハム選手時代の名護キャンプ中に意気投合。大宮がホテルのディナーショーを企画することもあり、歌手の今井美樹を招いたこともあった。大宮と同じ東京都内のマンションの上の階に、今井の所属事務所の社長が住んでいた縁で、普段はあまりディナーショーをやらない今井に「沖縄なら、行ってみたいかな」と言ってもらえた。HBCが毎年2月の名護キャンプ中にファイターズ応援ツアーを企画し、キャンプ中に約300人が参加して3泊ずつするが、この計900泊分を、かりゆしインターナショナル系列のホテルへ解説の縁で来てもらっている。
2012年から2013年には母校・駒大で指導を行った。

## 選手としての特徴
所属した3球団全てでリーグ優勝、日本シリーズ進出を5度も経験している。日本一には2度（1991年 - 1992年）も貢献した。3球団から出場は若生智男（大毎→阪神→広島）・永尾泰憲（ヤクルト→近鉄→阪神）・中尾孝義（中日→巨人→西武）・阿波野秀幸（近鉄→巨人→横浜）・工藤（西武→ダイエー→巨人）・中嶋聡（阪急→西武→日本ハム）・江藤智（広島→巨人→西武）・岡島秀樹（巨人→日本ハム→ソフトバンク）と並んで最多タイであった。

## 詳細情報

### 年度別打撃成績
| 年 度      | 球 団      | 試 合 | 打 席 | 打 数 | 得 点 | 安 打 | 二 塁 打 | 三 塁 打 | 本 塁 打 | 塁 打 | 打 点 | 盗 塁 | 盗 塁 死 | 犠 打 | 犠 飛 | 四 球 | 敬 遠 | 死 球 | 三 振 | 併 殺 打 | 打 率 | 出 塁 率 | 長 打 率 | O P S |
| ---------- | ---------- | ----- | ----- | ----- | ----- | ----- | -------- | -------- | -------- | ----- | ----- | ----- | -------- | ----- | ----- | ----- | ----- | ----- | ----- | -------- | ----- | -------- | -------- | ----- |
| 1977       | 日本ハム   | 40    | 64    | 60    | 5     | 10    | 1        | 1        | 2        | 19    | 11    | 0     | 0        | 2     | 0     | 2     | 0     | 0     | 13    | 1        | .167  | .194     | .317     | .510  |
| 1978       | 日本ハム   | 51    | 89    | 84    | 5     | 22    | 2        | 1        | 1        | 29    | 12    | 4     | 0        | 1     | 0     | 4     | 0     | 0     | 12    | 5        | .262  | .295     | .345     | .641  |
| 1979       | 日本ハム   | 75    | 180   | 168   | 21    | 46    | 6        | 0        | 5        | 67    | 14    | 12    | 3        | 1     | 0     | 9     | 1     | 1     | 21    | 1        | .274  | .315     | .399     | .713  |
| 1980       | 日本ハム   | 71    | 160   | 135   | 19    | 34    | 5        | 1        | 1        | 44    | 11    | 5     | 3        | 4     | 0     | 19    | 1     | 2     | 21    | 5        | .252  | .353     | .326     | .678  |
| 1981       | 日本ハム   | 113   | 404   | 358   | 51    | 89    | 9        | 3        | 15       | 149   | 53    | 13    | 4        | 11    | 3     | 30    | 0     | 2     | 40    | 11       | .249  | .308     | .416     | .724  |
| 1982       | 日本ハム   | 112   | 407   | 361   | 48    | 93    | 26       | 6        | 16       | 179   | 67    | 7     | 7        | 9     | 4     | 28    | 0     | 5     | 41    | 16       | .258  | .317     | .496     | .812  |
| 1983       | 日本ハム   | 123   | 417   | 369   | 45    | 85    | 13       | 1        | 8        | 124   | 34    | 11    | 7        | 11    | 1     | 33    | 2     | 3     | 54    | 5        | .230  | .298     | .336     | .634  |
| 1984       | 日本ハム   | 106   | 320   | 289   | 37    | 73    | 15       | 2        | 7        | 113   | 31    | 11    | 5        | 7     | 0     | 22    | 0     | 2     | 26    | 6        | .253  | .310     | .391     | .701  |
| 1985       | 日本ハム   | 74    | 173   | 156   | 12    | 41    | 7        | 1        | 1        | 53    | 16    | 1     | 1        | 0     | 3     | 14    | 1     | 0     | 12    | 10       | .263  | .318     | .340     | .658  |
| 1986       | 日本ハム   | 39    | 58    | 57    | 4     | 11    | 1        | 1        | 2        | 20    | 7     | 1     | 0        | 0     | 0     | 1     | 0     | 0     | 8     | 2        | .193  | .207     | .351     | .558  |
| 1987       | 日本ハム   | 57    | 109   | 98    | 14    | 28    | 3        | 0        | 2        | 37    | 10    | 2     | 0        | 1     | 0     | 9     | 0     | 1     | 15    | 2        | .286  | .352     | .378     | .729  |
| 1988       | 中日       | 57    | 91    | 81    | 7     | 14    | 1        | 0        | 2        | 21    | 5     | 2     | 0        | 1     | 1     | 8     | 3     | 0     | 19    | 2        | .173  | .244     | .259     | .504  |
| 1989       | 中日       | 31    | 42    | 40    | 2     | 9     | 1        | 0        | 1        | 13    | 3     | 0     | 0        | 1     | 0     | 1     | 0     | 0     | 7     | 2        | .225  | .244     | .325     | .569  |
| 1990       | 西武       | 33    | 74    | 62    | 5     | 12    | 3        | 0        | 0        | 15    | 6     | 1     | 0        | 2     | 2     | 8     | 0     | 0     | 16    | 3        | .194  | .278     | .242     | .520  |
| 1991       | 西武       | 25    | 23    | 21    | 0     | 2     | 0        | 0        | 0        | 2     | 2     | 0     | 0        | 0     | 0     | 2     | 0     | 0     | 4     | 0        | .095  | .174     | .095     | .269  |
| 1992       | 西武       | 27    | 25    | 21    | 1     | 4     | 0        | 0        | 0        | 4     | 2     | 0     | 0        | 0     | 0     | 4     | 0     | 0     | 8     | 2        | .190  | .320     | .190     | .510  |
| 通算：16年 | 通算：16年 | 1034  | 2636  | 2360  | 276   | 573   | 93       | 17       | 63       | 889   | 284   | 70    | 30       | 51    | 14    | 194   | 8     | 16    | 317   | 73       | .243  | .303     | .377     | .680  |

### 年度別守備成績
| 年 度 | 球 団    | 捕手  | 捕手     | 捕手     | 捕手     | 捕手     |
| 年 度 | 球 団    | 試 合 | 企 図 数 | 許 盗 塁 | 盗 塁 刺 | 阻 止 率 |
| ----- | -------- | ----- | -------- | -------- | -------- | -------- |
| 1977  | 日本ハム | 27    | 13       | 10       | 3        | .231     |
| 1978  | 日本ハム | 42    | 50       | 35       | 15       | .300     |
| 1979  | 日本ハム | 46    | 27       | 14       | 13       | .481     |
| 1980  | 日本ハム | 40    | 26       | 13       | 13       | .500     |
| 1981  | 日本ハム | 112   | 98       | 69       | 29       | .296     |
| 1982  | 日本ハム | 110   | 116      | 77       | 39       | .336     |
| 1983  | 日本ハム | 122   | 130      | 87       | 43       | .331     |
| 1984  | 日本ハム | 92    | 83       | 56       | 27       | .325     |
| 1985  | 日本ハム | 39    | 38       | 24       | 14       | .368     |
| 1986  | 日本ハム | 4     | 1        | 1        | 0        | .000     |
| 1987  | 日本ハム | 9     | 3        | 2        | 1        | .333     |
| 1988  | 中日     | 42    | 17       | 9        | 8        | .471     |
| 1989  | 中日     | 26    | 7        | 5        | 2        | .286     |
| 1990  | 西武     | 32    | 10       | 7        | 3        | .300     |
| 1991  | 西武     | 24    | 14       | 9        | 5        | .357     |
| 1992  | 西武     | 26    | 13       | 11       | 2        | .154     |
| 通算  | 通算     | 793   | 646      | 429      | 217      | .336     |

- 太字年はダイヤモンドグラブ賞の受賞

### 表彰
- ダイヤモンドグラブ賞：1回 （1982年）

### 記録
初記録
- 初出場：1977年4月3日、対クラウンライターライオンズ2回戦（平和台野球場）、4回裏に加藤俊夫に代わり捕手として出場
- 初先発出場：1977年4月5日、対南海ホークス1回戦（後楽園球場）、8番・捕手として先発出場
- 初安打・初打点：1977年5月1日、対ロッテオリオンズ4回戦（後楽園球場）、7回裏に成重春生から適時打
- 初本塁打：1977年5月12日、対ロッテオリオンズ7回戦（後楽園球場）、8回裏に岡持和彦の代打として出場、水谷則博から3ラン

その他の記録
- 1000試合出場：1991年8月27日、対福岡ダイエーホークス18回戦（平和台野球場）、9回裏に捕手として出場 ※史上297人目
- サイクルヒット：1980年7月29日、対南海ホークス後期4回戦（大阪スタヂアム） ※史上33人目
- オールスターゲーム出場：3回 （1981年、1982年、1984年）

### 背番号
- 27 （1977年 - 1987年）
- 38 （1988年 - 1989年）
- 22 （1990年 - 1992年）
- 83 （1993年 - 1994年）
- 85 （1996年 - 1999年）

## 関連情報

### 出演
- HBCファイターズナイター
- SAMURAI BASEBALL（2013年4月29日に初めて副音声での解説に登場）
- CBCドラゴンズナイター
- 今日ドキッ!
- Bravo!ファイターズ（2015年4月-）
- ラジオCM『場外市場　北のグルメ』
- ちちんぷいぷい（第1部（MBS・HBC同時ネット）・2015年5月18日から不定期）大宮親分として